# Eduard Martínez Ferrando
Eduard Martínez i Ferrando (Valencia, 1883 - 1935) fue un escritor e intelectual de la actual Comunidad Valenciana (España), hermano de Ernest Martínez Ferrando y Daniel Martínez Ferrando. Estudió Derecho y Filosofía en la Universidad de Valencia, donde fue atraído por el incipiente valencianismo político, de tal manera que en 1908 fue uno de los fundadores de la Joventut Valencianista. En 1917 acompañó Ignasi Villalonga a entrevistarse con Francesc Cambó. Fue uno de los firmantes de la Declaración Valencianista de 1918 y formó parte del nuevo partido Unió Valencianista Regional. Destacado polemista partidario de la unidad de la lengua catalana y de las regiones de habla catalana, lo que reflejó en numerosas publicaciones y revistas como Las Provincias, Pàtria Nova, La Veu de Catalunya o València Nova. En 1918 escribió la Síntesi del criteri valencianista en el que defendió el pancatalanismo, siendo contestado por  Josep Maria Bayarri con quien mantuvo una larga polémica.

## Obras
- Síntesi del criteri valencianista (1918)
- L'arxiu municipal (1919)
- La casa de la generalitat del regne de València (1920)
- Vida d'infant (1921)
- La indústria valenciana de la seda (1933)